# Melidiscus
Genre
Classification APG III (2009)
Melidiscus est un genre de plantes à fleurs de la famille des Cleomaceae (anciennement des Capparaceae). L'espèce type est Cleome gigantea L.
Ce nom de taxon ancien a été réhabilité en 2017.

## Espèces
Selon GBIF (19 janvier 2022) :
- Melidiscus giganteus (L.) Raf., 1838

Selon Tropicos (26 mai 2013) (Attention liste brute contenant possiblement des synonymes) :
- Melidiscus giganteus (L.) Raf., 1838
- Melidiscus viridiflorus (Schreb.) Raf., 1838